# Cantori della Stella

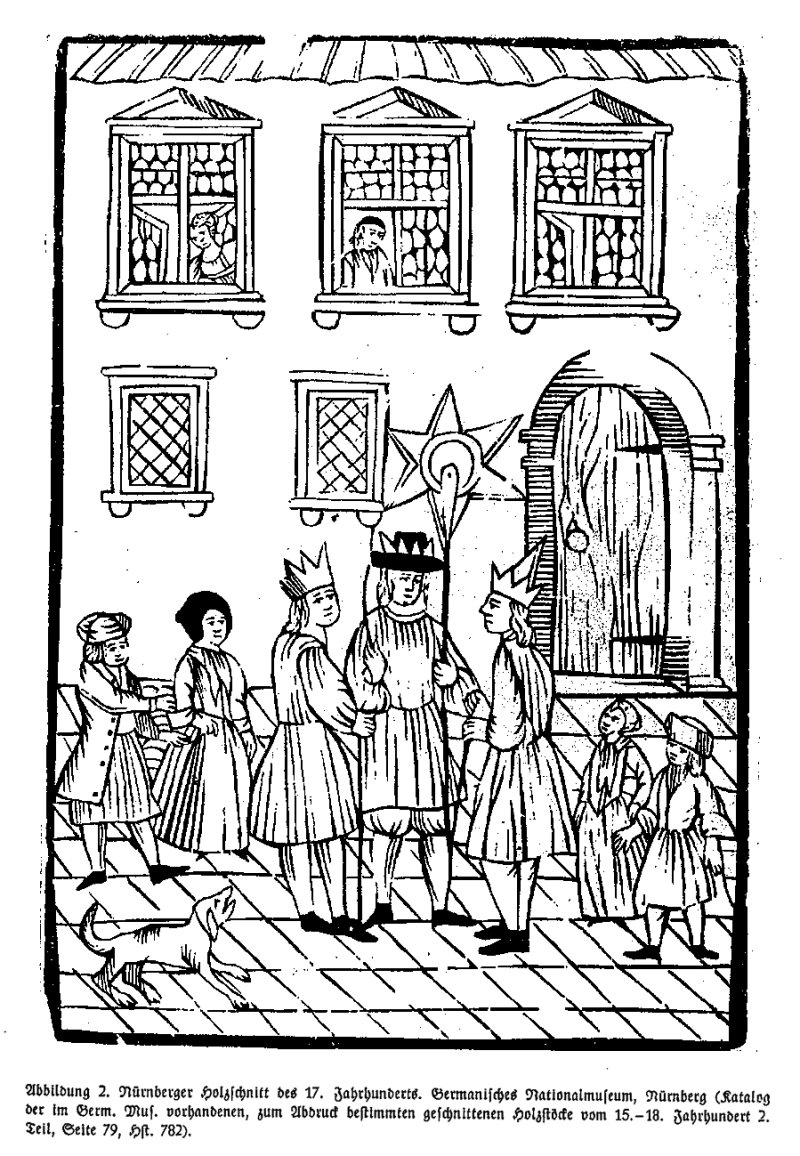
Raffigurazione della tradizione nel XVII secolo

Quella dei cantori della Stella o ragazzi della Stella è una tradizione natalizia diffusa in vari Paesi. L'usanza, derivata dai drammi medievali sui Re Magi e che ha avuto origine nel XIV secolo per poi diffondersi a partire dal XVI secolo, vede alcuni ragazzi girare di casa in casa solitamente vestiti da Re Magi e con una Stella di Betlemme sulle spalle, interpretando canti natalizi.
La tradizione si riscontra in Alaska, Austria, Finlandia, Germania, Inghilterra, Italia, Lituania, Messico, Norvegia, Polonia, Russia, Spagna, Svezia, Svizzera, ecc.
Nel periodo natalizio e specialmente nel giorno dell’Epifania in molte regioni è usanza che i cantori della stella (spesso bambini della prima comunione o chierichetti) portino la benedizione ad ogni casa effettuando un'iscrizione col gesso sulla porta, compiendo così la benedizione del gesso e della casa. 

## Storia
La tradizione nacque probabilmente tra gruppi di scolari nel corso del XIV secolo.
Le prime notizie sull'imitazione del corteo dei Magi sono fornite da una leggenda tramandata dal monaco Giovanni di Hildesheim.
Nel 1522 si hanno notizie sulla proibizione dell'usanza ad Innsbruck.
La tradizione si mantenne fino al XIX secolo, ma tornò in auge negli anni cinquanta del XX secolo come forma di beneficenza sostenuta dal Vaticano per finanziare progetti in Paesi bisognosi.